# ゴッドフリー・ビナイサ
ゴッドフリー・ビナイサ（Godfrey Binaisa、1920年5月30日 - 2010年8月5日）は、ウガンダの法律家、政治家。1979年6月20日から1980年5月12日まで、ウガンダの大統領を務めていた。

## 経歴
ビナイサはキングス・カレッジ・ブドとマケレレ大学で教育を受け、1955年にキングス・カレッジ・ロンドンで法学士号を取ると、1956年にはリンカーン法曹院に所属し、カンパラの法廷で私法を扱っていた。
1950年代にはビナイサはウガンダ国民会議とウガンダ会議党に所属し、1962年にはウガンダ人民会議に入党した。ウガンダ人民会議が与党となると、ビナイサは検事総長に就任し、1968年に大統領による拘留の権限をめぐってミルトン・オボテ大統領と対立し辞任するまで同職にあった。
1969年にビナイサは個人法律事務所を開いたが、1971年にイディ・アミンが権力の座に就くと、ビナイサはアメリカ合衆国に亡命し、ニューヨーク州のマウントヴァーノンで弁護士を開業した。アメリカ亡命中、ビナイサはウガンダの反政府組織のひとつであるウガンダ自由連合に所属していた。
1979年にアミン政権が打倒されると、ビナイサはウガンダに戻った。アミン逃亡後は68日間ユスフ・ルレが暫定政権の代表を務めていたが、1979年6月20日、アミン打倒後の政権を握っていたウガンダ民族解放戦線によって大統領へと選出された。
ビナイサは大統領に就任すると、軍内部からウガンダ民族解放戦線の勢力を排除しようと試み、オボテ派の軍トップであるオイテ・オジョク参謀長を解任し、ヨウェリ・ムセベニ国防相を地域協力相へと移動させて軍の掌握を目論んだが、1980年5月12日にティト・オケロ、パウロ・ムワンガ、ムセベニ、オジョクによるクーデターが起き、ビナイサは大統領の座を追われた。
1980年12月に選挙が行われると、ビナイサはムセベニ率いるウガンダ愛国運動に参加し、副党首として選挙戦を戦った。選挙はオボテのウガンダ人民連合が勝利したが、ムセベニはそれを不服とし、ゲリラ活動を開始して1986年に政権を奪取するまで内戦が続くこととなった。
ビナイサは、ムセベニの「抵抗運動」体制（無政党民主主義の政治体制）に影響を与えたとみなされることがある。大統領時代、オボテのウガンダ人民連合に対抗するため、ビナイサは政党を禁止してウガンダ民族解放戦線という大きな組織の「傘」のもとで総選挙に臨むべきだと主張した。ただ、この動きが抵抗運動体制に影響を与えたのか、それともまったく別種のものなのかは論争の余地がある。
1980年代と1990年代を通じて、ビナイサはニューヨークで弁護士として過ごし、引退後にウガンダへと戻った。
晩年には統一教会に入信し、2004年には合同結婚式で58歳の日本人女性と結婚したが、のちに離婚している。
2010年8月5日、ビナイサは自宅にて心臓発作によって90歳で死亡した。彼の死は国葬とされた。